# إي. ستانلي جونز
إي. ستانلي جونز (بالإنجليزية: E. Stanley Jones)‏ هو عالم عقيدة ومبشر أمريكي، ولد في 3 يناير 1884، وتوفي في 25 يناير 1973.